# Elachista
Elachista is een geslacht van vlinders uit de familie grasmineermotten (Elachistidae). De wetenschappelijke naam van het geslacht is voor het eerst geldig gepubliceerd door Georg Friedrich Treitschke in 1833.
De typesoort van het geslacht is Elachista bifasciella Treitschke, 1833.

## Synoniemen
- Aphelosetia Stephens, 1834
  - Typesoort: Tinea cygnipennella Hübner, 1796
- Aphigalia Dyar, 1903
  - Typesoort: Phigalia albella Chambers, 1875
- Cycnodia Herrich-Schäffer, 1853
- Elaschista Engel, 1907
- Hecista Wallengren, 1881
- Neaera (Elachistidae)|Neaera Chambers, 1880
- Phigalia (Elachistidae)|Phigalia Chambers, 1875
- Platyphyllis Meyrick, 1932
- Ptilodoxa Meyrick, 1921
- Cleroptila Meyrick, 1909
- Cosmiotes Clemens, 1860

## Ondergeslachten
- Elachista (Aphelosetia)
- Elachista (Dibrachia)
- Elachista (Elachista)
- Elachista (Hemiprosopa)

## Soorten
- Elachista abbreviatella
- Elachista abiskoella
- Elachista acenteta
- Elachista acutella
- Elachista adelpha
- Elachista adempta
- Elachista adscitella - Ruwe-smelemineermot
- Elachista aerella
- Elachista agelensis
- Elachista agilis
- Elachista albella
- Elachista albicapilla
- Elachista albicapitella
- Elachista albidella - Witte zeggemineermot
- Elachista albiflavidella
- Elachista albifrontella - Witkopgrasmineermot
- Elachista albimarginella
- Elachista albisquamella
- Elachista alicanta
- Elachista alpinella - Alpenzeggemineermot
- Elachista altaica
- Elachista amideta
- Elachista amparoae
- Elachista amseli
- Elachista anatoliensis
- Elachista andorraensis
- Elachista anitella
- Elachista anserinella
- Elachista anserinelloides
- Elachista antipetra
- Elachista antonia
- Elachista aphanta
- Elachista apicipunctella - Zilverpuntgrasmineermot
- Elachista archaeonoma
- Elachista arctodyta
- Elachista arduella
- Elachista argentella
- Elachista argentifasciella
- Elachista argentosa
- Elachista argopis
- Elachista aridella
- Elachista arnoldi - Gelijnde zeggemineermot
- Elachista arundinella
- Elachista atricomella - Grote grasmineermot
- Elachista atrisquamosa
- Elachista aurocristata
- Elachista baldizzonei
- Elachista baldizzonella
- Elachista baltica
- Elachista bazaella
- Elachista bazaensis
- Elachista bedellella
- Elachista bengtssoni
- Elachista berndtiella
- Elachista biatomella - Duinzeggemineermot
- Elachista bicristatella
- Elachista bifasciella Treitschke, 1833 - Tweebandgrasmineermot
- Elachista bigorrensis
- Elachista bisulcella - Duinrietmineermot
- Elachista bizonatella
- Elachista blancella
- Elachista bourisina
- Elachista boursini
- Elachista brachyplectra
- Elachista brachypterella
- Elachista brevis
- Elachista bromella
- Elachista bruuni
- Elachista caelebs
- Elachista cahorsensis
- Elachista cana
- Elachista canapennella - Zilveren grasmineermot
- Elachista canariella
- Elachista casascoensis
- Elachista catalana
- Elachista catalunella
- Elachista cataptila
- Elachista catarata
- Elachista cerusella
- Elachista chamaea
- Elachista chelonitis
- Elachista chionella
- Elachista chloropepla
- Elachista christenseni
- Elachista chrysodesmella - Gevinde kortsteelmineermot
- Elachista ciliatella
- Elachista cinereopunctella
- Elachista cingillella Herrich-Schäffer - Gierstgrasmineermot
- Elachista cingilella Frey
- Elachista clintoni
- Elachista coeneni
- Elachista collitella
- Elachista compsa
- Elachista confirmata
- Elachista coniophora
- Elachista conjunctella
- Elachista consortella - Kustgrasmineermot
- Elachista constitella
- Elachista contaminatella
- Elachista contisella
- Elachista controversa
- Elachista cordata
- Elachista crocogastra
- Elachista cucullata
- Elachista cuencaensis
- Elachista cupreella
- Elachista curonensis
- Elachista cycotis
- Elachista cynopa
- Elachista dalmatiensis
- Elachista dalmatinella
- Elachista deceptricula
- Elachista deficiens
- Elachista delocharis
- Elachista demogenes
- Elachista densa
- Elachista deriventa
- Elachista devesyensis
- Elachista devexella
- Elachista diatoma
- Elachista diederichsiella
- Elachista differens
- Elachista dimicatella
- Elachista disemiella
- Elachista dispilella - Schapengrasmineermot
- Elachista dispositella
- Elachista dispunctella
- Elachista distignatella
- Elachista drenovoi
- Elachista dumosa
- Elachista duplicatella
- Elachista egena
- Elachista elegans
- Elachista eleochariella - Waterbiesmineermot
- Elachista elsaella
- Elachista encumeadae
- Elachista endobela
- Elachista enitescens
- Elachista epimicta
- Elachista erebophthalma
- Elachista eremella
- Elachista eskoi
- Elachista exactella - Bochtige-smelemineermot
- Elachista exaula
- Elachista excelsicola
- Elachista exelsicola
- Elachista exigua
- Elachista extensella
- Elachista falirakiensis
- Elachista fasciola
- Elachista festucicolella
- Elachista flavescens
- Elachista freyerella - Kleine grasmineermot
- Elachista fucosa
- Elachista fulgens
- Elachista fuliginea
- Elachista fuscibasella
- Elachista fuscochrella
- Elachista fuscofrontella
- Elachista fuscogrisella
- Elachista galactitella
- Elachista gangabella - Boskortsteelmineermot
- Elachista geminatella - Veldbiesmineermot
- Elachista gemmatella
- Elachista gerasimovi Sruoga, 2000
- Elachista gerasmia
- Elachista gerdmaritella
- Elachista gielisi
- Elachista glaserella
- Elachista glaseri
- Elachista gleichenella
- Elachista gormella
- Elachista graeca
- Elachista grandella
- Elachista gregori
- Elachista griseella
- Elachista griseicornis
- Elachista griseola
- Elachista gruenewaldi
- Elachista gypsophila
- Elachista hallini
- Elachista hedemanni
- Elachista heinemanni
- Elachista helia Kaila & Sruoga, 2014[1]
- Elachista helonoma
- Elachista heringi
- Elachista herrichii
- Elachista heteroplaca
- Elachista hiberna
- Elachista hispanica
- Elachista hololeuca
- Elachista humilis - Grijze grasmineermot
- Elachista hypoleuca
- Elachista ibericella
- Elachista igaloensis
- Elachista imatrella
- Elachista imbi
- Elachista immolatella
- Elachista inaudita
- Elachista infamiliaris
- Elachista infuscata
- Elachista ingvarella
- Elachista inornatella
- Elachista inscia
- Elachista intrigella
- Elachista irenae
- Elachista irenella
- Elachista iriphaea
- Elachista irrorata
- Elachista istanella
- Elachista ithygramma
- Elachista jaeckhi
- Elachista jaskai
- Elachista jordanella
- Elachista juliensis
- Elachista justificata
- Elachista kakamegensis
- Elachista kalki
- Elachista karsholti
- Elachista kaszabi
- Elachista kebneella
- Elachista kilmunella - Wollegrasmineermot
- Elachista kleini
- Elachista klimeschiella
- Elachista kosteri
- Elachista krogeri
- Elachista ksarella
- Elachista ladiniella
- Elachista laetella
- Elachista lamina
- Elachista larseni
- Elachista lastrella
- Elachista latipenella
- Elachista leifi
- Elachista lerauti
- Elachista leucobathra
- Elachista leucofrons
- Elachista leucophasa
- Elachista leucosoma
- Elachista leucosticta
- Elachista littoricola
- Elachista longipennis
- Elachista longispina
- Elachista longisquamella
- Elachista lorigera
- Elachista louiseae
- Elachista luciliella
- Elachista lugdunensis
- Elachista luqueti
- Elachista luticomella - Geelkopgrasmineermot
- Elachista maboulella
- Elachista macrocerella
- Elachista maculata
- Elachista maculicerusella - Grijsgevlekte grasmineermot
- Elachista maculoscella
- Elachista maculosella
- Elachista madarella
- Elachista madridensis
- Elachista magnificella
- Elachista malifoliella
- Elachista mannella
- Elachista manni
- Elachista maritimella
- Elachista martinii
- Elachista maxima
- Elachista megagnathos
- Elachista megerlella
- Elachista melancholica
- Elachista melanura
- Elachista merimnaea
- Elachista metallifera
- Elachista metella
- Elachista michelseni
- Elachista minusculella
- Elachista minuta
- Elachista mitterbergeri
- Elachista modesta
- Elachista mongolica
- Elachista morandinii
- Elachista moroccoensis
- Elachista muhligiella
- Elachista multipunctella
- Elachista napaea
- Elachista neapolisella
- Elachista nearcha
- Elachista nedaella
- Elachista nevadella
- Elachista nevadensis
- Elachista nielspederi
- Elachista nielswolffi
- Elachista nigrella
- Elachista niphadophanes
- Elachista nitidiuscula
- Elachista nitidulella
- Elachista nobilella - Prachtgrasmineermot
- Elachista nolckeni
- Elachista nuraghella
- Elachista nymphaea
- Elachista obliquella
- Elachista occidentalis
- Elachista occidentella
- Elachista occulta
- Elachista ochroleuca
- Elachista ohridella
- Elachista olemartini
- Elachista olschwangi
- Elachista ombrodoca
- Elachista orba
- Elachista orestella
- Elachista oritropha
- Elachista ornithopodella
- Elachista orstadii - Grauwe grasmineermot
- Elachista oxycrates
- Elachista oxytypa
- Elachista ozeini
- Elachista parasella
- Elachista parvipulvella
- Elachista parvula
- Elachista passerini
- Elachista patriodoxa
- Elachista perplexella
- Elachista petalistis
- Elachista petryi
- Elachista phalaridella
- Elachista philopatris
- Elachista pigerella
- Elachista piperatella
- Elachista planca
- Elachista poae - Liesgrasmineermot
- Elachista pocopunctella
- Elachista pollinariella - Gepuncteerde grasmineermot
- Elachista pollutella
- Elachista pollutissima
- Elachista pomerana - Haakbandgrasmineermot
- Elachista povolnyi
- Elachista praelineata
- Elachista pulchella
- Elachista pullicomella - Donkere grasmineermot
- Elachista punctella
- Elachista puplesisi
- Elachista purella
- Elachista purissima
- Elachista pusilla
- Elachista putris
- Elachista quadrata
- Elachista quadrella
- Elachista quadripunctella
- Elachista radiantella
- Elachista ranenensis
- Elachista recurva
- Elachista regificella
- Elachista reutiana
- Elachista revinctella
- Elachista rikkeae
- Elachista ripula
- Elachista rissaniensis
- Elachista rubella
- Elachista rudectella
- Elachista rufocinerea - Rossige grasmineermot
- Elachista saarelai
- Elachista sagittifera
- Elachista salinaris
- Elachista scirpi - Heenmineermot
- Elachista semophanta
- Elachista senecai
- Elachista serricornis - Gezaagde zeggemineermot
- Elachista sicula
- Elachista sincera
- Elachista skulei
- Elachista slivenica
- Elachista solitaria
- Elachista sparsula
- Elachista spatiosa
- Elachista spectrella
- Elachista spiculifera
- Elachista spilota
- Elachista spumella
- Elachista squamosella
- Elachista stabilella - Schorrengrasmineermot
- Elachista stagnalis
- Elachista staintonella
- Elachista stellata
- Elachista stelviella
- Elachista stenopterella
- Elachista steueri
- Elachista stichospora
- Elachista stramineola
- Elachista strepens
- Elachista subalbidella - Pijpenstrootjesmineermot
- Elachista subcollitella
- Elachista subcollutella
- Elachista subnigrella - Kalkgraslandmineermot
- Elachista subocellea - Geelbandgrasmineermot
- Elachista subquadrella
- Elachista subula
- Elachista sutteri
- Elachista svenssoni
- Elachista sylvestris
- Elachista symmorpha
- Elachista synopla
- Elachista szocsi
- Elachista tabghaella
- Elachista tanaella
- Elachista tanyopis
- Elachista tengstromi
- Elachista tersectella
- Elachista teruelensis
- Elachista tetragonella
- Elachista texanella
- Elachista texanica
- Elachista thallophora
- Elachista toropis
- Elachista totalbella
- Elachista totanaensis
- Elachista toveella
- Elachista trapeziella
- Elachista triatomea
- Elachista tribertiella
- Elachista trifasciata
- Elachista triseriatella
- Elachista tubghaella
- Elachista tyrrhaenica
- Elachista unicornis
- Elachista unifasciella
- Elachista utonella - Gevlekte zeggemineermot
- Elachista vanderwolfi
- Elachista varensis
- Elachista vastata
- Elachista vegliae
- Elachista veletaella
- Elachista veruta
- Elachista vivesi
- Elachista vonschantzi
- Elachista wadielhiraensis
- Elachista watti
- Elachista wieseriella
- Elachista zabella
- Elachista zernyi
- Elachista zonulae